# Uvalde
Uvalde je město v Texasu, správní sídlo stejnojmenného okresu. Žije zde přibližně 15 tisíc obyvatel. Město leží 130 km západně od centra San Antonia a 87 km od hranice s Mexikem.

## Historie
Sídlo založil v roce 1853 Reading Wood Black a nazval Encina. Když byl v roce 1856 zřízen okres, dostalo město jméno Uvalde po španělském guvernérovi Juanu de Ugalde (1729–1816) a stalo se okresním městem.
Při masové střelbě na místní základní škole bylo 24. května 2022 zabito 19 dětí a 2 dospělí.

## Osobnosti
- Pete Conrad, astronaut
- Dale Evans, herečka
- John Nance Garner, předseda Sněmovny reprezentantů a viceprezident Spojených států
- Matthew McConaughey, herec, držitel Oscara
- Tom O'Folliard, zločinec, nejlepší přítel Billyho the Kida